# Shane Perkins
Shane Perkins (russisch Шейн Перкинс Schein Perkins; * 30. Dezember 1986 in Melbourne) ist ein ehemaliger russisch-australischer Bahnradsportler.

## Sportliche Karriere
Bevor sich Shane Perkins, Sohn des Radsportlers und Olympiateilnehmers von 1964 Daryl Perkins, für den Bahnradsport entschied, übte er mehrere Sportarten aus; besonders erfolgreich war er bis zum Alter von 14 Jahren im Basketball. 1999 begann er mit dem Radsport.
2004 wurde Shane Perkins bei den Junioren-Bahnweltmeisterschaften in Los Angeles Doppel-Weltmeister im Sprint und Keirin, im Teamsprint belegte er mit der australischen Mannschaft den dritten Platz. Nach der WM wurde er wegen eines positiven Doping-Tests für ein halbes Jahr gesperrt. Er hatte sich in den USA sein übliches Nasenspray gekauft, das dort aber eine andere Zusammensetzung hatte als in Australien. Dreimal wurde er zudem in den Jahren 2003 und 2004 australischer Juniorenmeister im Sprint sowie im 1-km-Zeitfahren.
Seit 2006 startet Perkins in der Elite-Klasse und wurde elf Mal australischer Meister, im Sprint, Zeitfahren, Keirin und Teamsprint (Stand 2016). International errang er mehrfach Podiumsplätze bei Weltcup-Rennen; die Saison 2006/2007 beendete er als Gesamtsieger im Keirin, die Saison 2008/2009 als Gesamtsieger im Sprint. Bei den Commonwealth Games 2006 in seiner Heimatstadt errang er als jüngster australischer Radsportler eine Bronze-Medaille im Teamsprint. Vier Jahre später, bei den Commonwealth Games 2010, siegte er im Sprint. Bei den UCI-Bahn-Weltmeisterschaften 2011 wurde Perkins Weltmeister im Keirin. Im Jahr darauf errang er bei den Olympischen Spielen in London die Bronzemedaille und wurde gemeinsam mit Matthew Glaetzer und Scott Sunderland Weltmeister im Teamsprint.
Obwohl Perkins 2016 australischer Meister im Keirin wurde, wurde er nicht für die UCI-Bahn-Weltmeisterschaften 2016 in London nominiert. Dadurch wurde es ihm nicht möglich, sich für die Olympischen Spiele in Rio de Janeiro zu qualifizieren.
Im August 2017 wurde bekannt, dass Shane Perkins die russische Staatsbürgerschaft angenommen hat und künftig für Russland starten wird, seine australische Staatsangehörigkeit aber beibebehalten wird. Sein Ziel ist die Teilnahme an den Olympischen Spielen 2020 in Tokio. Kurz zuvor hatte er schon an den russischen Bahnmeisterschaften teilgenommen, war Meister im Keirin sowie im Teamsprint geworden und hatte im Sprint Platz drei belegt.
Im Herbst 2017 errang Perkins bei den Bahneuropameisterschaften die Silbermedaille im Keirin. Zum Ende des Jahres 2021 beendete er seine Radsportlaufbahn.

## Bodybuilding
Seit dem Ende seiner sportlichen Laufbahn widmet sich Shane Perkins gemeinsam seiner Frau Kristine dem Bodybuilding und errang 2021 bei Wettbewerben erste Erfolge.

## Privates
Shane Perkins ist seit 2009 mit der ehemaligen australischen Radsportlerin Kristine Bayley verheiratet. Perkins‘ größter Rivale im australischen Team war sein Schwager Ryan Bayley, der Bruder seiner Frau. Zwischen den beiden Fahrern kam es mehrfach zu unfairen Zwischenfällen auf der Bahn. Seit Jahren sprechen die beiden Männer nicht mehr miteinander. Nach einer Schlägerei vor einem Nachtclub in Adelaide im Mai 2007 wurde Perkins für drei Monate aus dem australischen National-Team verbannt und musste zudem eine Geldstrafe zahlen.

## Familiäres
Sein Vater Daryl Perkins war ebenfalls Radrennfahrer und Teilnehmer der Olympischen Sommerspiele 1964.

## Erfolge
2003
- Australischer Junioren-Meister – 1000-Meter-Zeitfahren, Sprint

2004
- Weltmeister – Sprint, Keirin
- Junioren-Weltmeister – Teamsprint (mit Daniel Thorsen und Corey Heath)
- Australischer Junioren-Meister – Sprint

2006
- Weltmeisterschaft – Teamsprint (mit Ryan Bayley und Shane Kelly)
- Commonwealth Games – Teamsprint (mit Ryan Bayley und Shane Kelly)
- Ozeanienspielesieger – Teamsprint (mit Scott Sunderland und Joel Leonard)
- Ozeanienspiele – Sprint

2007
- Ozeanische Radsportmeisterschaft – Sprint
- Ozeanische Radsportmeisterschaft – Keirin
- Australischer Meister – Teamsprint (mit Mark French und Joel Leonard)

2008
- Australischer Meister – Teamsprint (mit Mark French und Shane Kelly)

2009
- Australischer Meister – Sprint, Keirin, 1000-Meter-Zeitfahren, Teamsprint (mit Jason Niblett und Joel Leonard)

2010
- Commonwealth Games – Sprint

2011
- Weltmeister – Keirin
- Australischer Meister – Sprint, Keirin

2012
- Olympische Spiele – Sprint
- Weltmeister – Teamsprint (mit Matthew Glaetzer und Scott Sunderland)

2013
- Südostasienspielesieger – Sprint

2014
- Ozeanische Radsportmeisterschaften – Sprint
- Australischer Meister – Keirin

2016
- Australischer Meister – Keirin

2017
- Bahnrad-Weltcup in Santiago de Chile – Teamsprint (mit Denis Dmitrijew und Pawel Jakuschewski)
- Europameisterschaft – Keirin
- Russischer Meister – Keirin, Teamsprint (mit Alexander Scharapow und Nikita Schurschin)

2018
- Russischer Meister – Keirin, Teamsprint (mit Denis Dmitrijew und Alexander Scharapow)